# Luis Estrada Martínez
Luis Estrada Martínez (Ciudad de México, 5 de junio de 1932 - Ciudad de México, 12 de abril de 2016) fue un físico mexicano y pionero de la divulgación de la ciencia en México.

## Biografía

### Primeros años
Luis Estrada nació en la Ciudad de México, el 5 de junio de 1932, y fue el mayor de cinco hijos. Sus padres propiciaron el interés en el estudio y además el gusto por la música. Luis intentó cantar y tocar la guitarra pero no se consideró apto. En cambio comenzó a tener un interés nato en todos los artefactos tecnológicos, sobre todo en el fenómeno de la electricidad.

### Estudios
A principios de la década de 1950, ingresó a la carrera de física en la Facultad de Ciencias de la Universidad Nacional Autónoma de México (UNAM), que en ese entonces se ubicaba en el Palacio de Minería, en la Ciudad de México. En 1954 se incorporó al Instituto de Física de la UNAM como ayudante de investigador. Inició las actividades de divulgación fundando el Café-Seminario, el boletín de la Sociedad Mexicana de Física y, más tarde, la revista Física, marcando el inicio de la divulgación de la ciencia en México.[cita requerida]

### Divulgador de la ciencia
En 1974 se convirtió en el primer mexicano en obtener el Premio Kalinga de la Unesco. Fue fundador y director de la revista Naturaleza (1968-1985), director del Centro Universitario de Comunicación de la Ciencia de 1980 a 1989. En 1990 estuvo entre los fundadores de la Sociedad Mexicana para la Divulgación de la Ciencia y la Técnica (Somedicyt). Fue miembro titular del Seminario de Cultura Mexicana (1988-2009) y se desempeñó como investigador del Centro de Ciencias Aplicadas y Desarrollo Tecnológico (CCADET) de la UNAM.[cita requerida]
En el grupo de Telemática de la Educación del CCADET, utilizó las tecnologías de la información y la comunicación (TIC) para aplicaciones de divulgación, como el portal Cienciorama, dedicado a temas contemporáneos como la naturaleza de la materia, la evolución del Cosmos, la vida en la Tierra y la especie humana, entre otros.
Su obra incluye la publicación de trabajos y la participación en reuniones y congresos científicos (en el área de la física nuclear teórica), la publicación de trabajos y monografías de carácter didáctico, el dictado de conferencias y la participación en mesas redondas y congresos. Fue también organizador de actividades de comunicación de la ciencia, así como creador y promotor de la experimentación de nuevas formas de divulgación de la ciencia. Participó de manera permanente en actividades culturales relacionadas con la ciencia.[cita requerida]
Hasta el día de su fallecimiento fue titular de la cátedra de Historia de la física en la Facultad de Ciencias de la UNAM.
Luis Estrada Martínez falleció en la Ciudad de México el 12 de abril de 2016.

## Distinciones
- Premio Kalinga 1974. Ex aequo con José Reis.
- Reconocimiento “Forjadores de la ciencia en la UNAM”. CIC, UNAM, 2003.
- Reconocimiento a su trayectoria académica de 55 años en la UNAM
- Premio Nacional de Divulgación de la Ciencia y la Técnica (Somedicyt) 2011[5]